# Calicina conifera
Calicina conifera is een hooiwagen uit de familie Phalangodidae. De wetenschappelijke naam van Calicina conifera gaat terug op Ubick & Briggs.